# パンジャーブ人
パンジャブ人、パンジャーブ人（Punjabis）とは、南アジアのパンジャーブを中心に生活している民族。パキスタン最大の民族でもある。
1947年のインド・パキスタン分離独立の時にはインドからイスラム教、パキスタンからヒンドゥー教とシク教のパンジャーブ人が移動した。現在、パキスタンのほとんどのパンジャーブ人はイスラム教徒であるという。
南アジアの民族としては背が高い民族とされ、インドのパンジャーブに住む男性の平均身長は177.3cmと西欧人とほぼ変わらない水準である。